# Die Puppe vom Lunapark
Die Puppe vom Lunapark er en tysk stumfilm fra 1925 instrueret af Jaap Speyer.

## Medvirkende
- Alice Hechy
- Walter Rilla
- Fritz Rasp
- Anna von Palen
- Peter Berneis
- Hermann Vallentin
- Eugen Rex
- Adolphe Engers
- Jenny Jugo